# Ashmore Group
Ashmore Group plc ist eine britische Investmentgesellschaft mit Sitz in London. Sie hat sich auf Schwellenländer spezialisiert. Das Unternehmen bietet Zugang zu Investment-Grade-Strategien in den Bereichen Auslandsverschuldung, Lokalwährung, Unternehmensverschuldung und gemischte Verschuldung und bietet Portfolios sowohl in Form von Investmentfonds als auch in Form von getrennten Konten an. Sie empfiehlt auch Aktien aus Schwellenländern. Daneben werden Vermögenswerte in den Bereichen Private Equity, Gesundheitswesen, Infrastruktur und Immobilien vermittelt. Das Unternehmen verwaltet 24 Investmentfonds.
Zu den Tochtergesellschaften des Unternehmens gehören u. a. Ashmore Investments (UK) Limited, Ashmore Investment Management Limited, Ashmore Investment Advisors Limited, Ashmore Investment Management (US) Corporation, Ashmore Investment Advisors (US) Corporation und Ashmore Investments Saudi Arabia.
Das Unternehmen ist an der Londoner Börse gelistet und Teil des FTSE 250 Index.

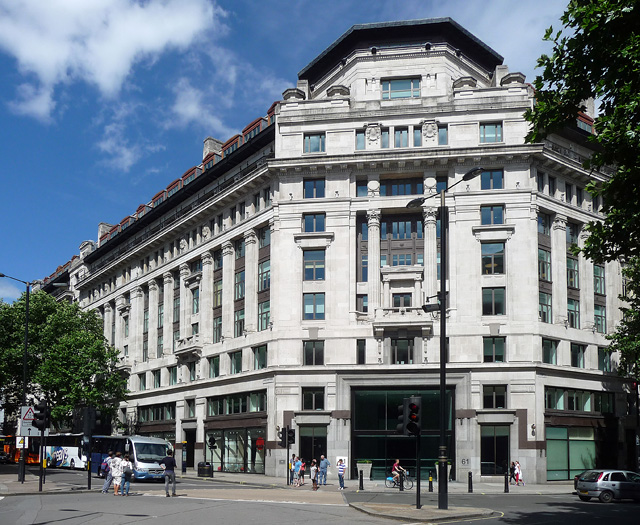
Zentrale von Ashmore Group in London

## Geschichte
Sie beginnt mit der Übernahme der Grindlays Bank durch die  Australia and New Zealand Banking Group (ANZ) im Jahre 1984. Diese wurde dadurch zum Marktführer im firmeneigenen Handel mit Schwellenmarktschulden sowie bei der Umstrukturierung von Staats- und Unternehmensschulden. Das Emerging Markets Liquid Investment Portfolio (EMLIP) wurde im Jahr 1992 als einer der ersten verfügbaren Investmentfonds für Schwellenländeranleihen gegründet. Der Fonds wird von der neu gegründeten Fund Management-Abteilung des Emerging Markets-Teams von ANZ verwaltet.
Das Local Currency Debt Portfolio wurde 1997 als einer der ersten Fonds gegründet, der in Lokalwährung und Lokalwährungsanleihen in Schwellenländern investiert. ANZ Emerging Markets Fund Management Limited wird als separate Tochtergesellschaft der ANZ gegründet. 1998 wurde ein Management-Buyout des ANZ Emerging Markets Fund Management Limited durchgeführt. 1999 wurde dieser Prozess abgeschlossen und das Unternehmen in Ashmore Investment Management Limited umbenannt, wobei die Mehrheitsbeteiligung seinen Mitarbeitern gehört. Im gleichen Jahr wurde die Ashmore-Repräsentanz in den USA gegründet.
Im Jahr 2000 begann die Einführung des Ashmore Emerging Economy Portfolios, in dem Aktien aus Schwellenländern verwaltet wurden. Ashmore bringt 2002 den ersten SICAV-Fonds für europäische Anleger, den Ashmore Emerging Market Debt Fund, auf den Markt.  Ashmore Group plc, die Muttergesellschaft, notierte 2006 ihre Aktien an der Londoner Börse und wurde in den FTSE 250 aufgenommen. Im gleichen Jahr eröffnete Ashmore eine Repräsentanz in Istanbul, Türkei. 2007 wurde ein Büro in Mumbai, Indien, eröffnet, 2010 solche in Japan und China.
2011 wurde die in Virginia ansässige Firma Emerging Markets Management L.L.C. übernommen, 2012 ein Büro in Jakarta, Indonesien, eröffnet. 2014 folgte ein Büro in Riad, Saudi-Arabien. 2018 wurde eine Mehrheitsbeteiligung an Avenida Capital, einem kolumbianischen Immobilienmanager, übernommen.